# Gendarmerie nationale (Burkina Faso)
La Gendarmeria Nazionale (in francese Gendarmerie Nationale) è la forza di gendarmeria nazionale del Burkina Faso. È una delle due forze di polizia nazionali, insieme alla forza di polizia nazionale civile. 
È un corpo dell'Esercito del Burkina Faso e opera sotto l'autorità del ministero dell'interno e quello della difesa.